# Демонасса Кіпрська
Демонасса (дав.-гр. Δημώνασσα) — персонаж давньогрецької міфології, жителька Кіпру.
Відома з промов римського ритора грецького походження Діона Хрисостома, який вважав її однією з видатних жінок минулого, поряд з воїтелькою Родоґуною, королевою Семірамідою, поетесою Сапфо та прекрасною Тімандрою.
Вона створила три закони для жителів Кіпру:
- жінка, яка винна у подружній зраді, зніме волосся і стане повією;
- самогубця не матиме права на похорони;
- заборонено вбивати вола, що тягне плуг, інакше його буде скарано на смерть.

Її дочка зрадила свого чоловіка, і стала повією. З двох її синів, один вбив вола і був страчений, а інший вчинив самогубство і не був похований. Демонасса пережила нещастя і дотримувалася своїх законів, до одного дня, коли, спостерігаючи за коровою, що спокійно дивилася на смерть теляти, її охопив такий смуток, що вона розплавила бронзу і кинулася в розпечену рідину.
На місці її смерті була начебто поставлена башта з написом: «Я була мудрою, але у всьому мені не пощастило».